# Glamaig
Glamaig (nl: gierige vrouw) is de meest noordelijk gelegen heuvel en de hoogste (775 m) van de rode Cuillin op het eiland Skye in Schotland. Hij ligt ten zuiden van Sconser en ten oosten van Sligachan.
De Glamaig is een puinhelling. In 1889 slaagde de gurkha, Harkabir Tharpa, erin de Glamaig in 37 minuten te beklimmen. Zijn totale tijd voor een rondje Glamaig bedroeg 55 minuten met als start- en eindpunt de Sligachan Inn. In de 21e eeuw slagen bergbeklimmers erin, tijdens de jaarlijkse wedstrijd, om dit in enkele minuten minder te doen. Zij doen het wel geschoeid terwijl Tharpa het blootsvoets deed.
De meest zuidelijk gelegen rode Cuillin is de Beinn na Caillich.